# Plaqueta Millington Drake
La Plaqueta Millington Drake, denominada antigua y confusamente “Torneo de Honor”, fue un torneo oficial de fútbol del Paraguay, previo al campeonato de Primera División de la Liga Paraguaya de Football, en partidos de una sola rueda, por sistema acumulativo de puntos.
Se realizó ininterrumpidamente durante 11 años, desde 1942 hasta 1952. y 1953. Estaba en disputa una Plaqueta de Plata, en la cual se grababa el nombre del club que se ha clasificado campeón y del año correspondiente. La misma era otorgada por la LPF, a donación del Caballero Inglés Sir Eugen Millington Drake. En los documentos oficiales del Sportivo Luqueño, el título de 1953 era recordado como "Torneo Preparación". 

## Palmarés
| Edición | Año  | Campeón          |
| 1       | 1942 | Nacional         |
| 2       | 1943 | Olimpia          |
| 3       | 1944 | Nacional         |
| 4       | 1945 | Nacional         |
| 5       | 1946 | Nacional         |
| 6       | 1947 | Olimpia          |
| 7       | 1948 | Olimpia          |
| 8       | 1949 | Cerro Porteño    |
| 9       | 1950 | Cerro Porteño    |
| 10      | 1951 | Olimpia          |
| 11      | 1952 | Libertad         |
| 12      | 1953 | Sportivo Luqueño |
| ------- | ---- | ---------------- |

## Plaquetas por equipo
| Club             | Títulos | Años campeón           |
| ---------------- | ------- | ---------------------- |
| Nacional         | 4       | 1942, 1944, 1945, 1946 |
| Olimpia          | 4       | 1943, 1947, 1948, 1951 |
| Cerro Porteño    | 2       | 1949, 1950             |
| Libertad         | 1       | 1952                   |
| Sportivo Luqueño | 1       | 1953                   |